# Pierre Étienne Cuinier

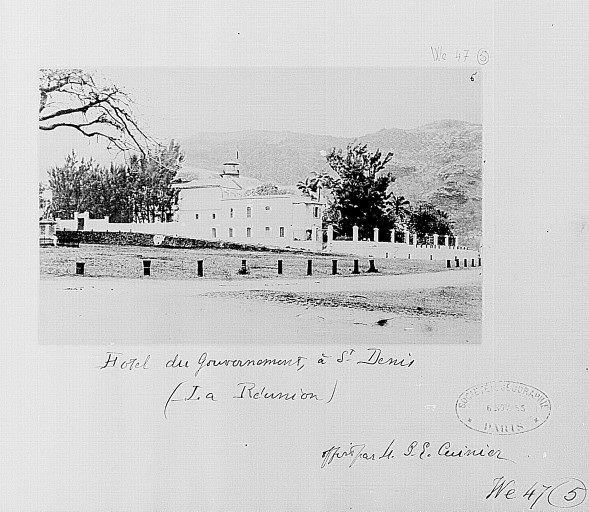
Une photo offerte par Cuinier représentant l'hôtel du gouvernement à Saint-Denis à son époque.

Pierre Étienne Cuinier (né à Basse-Terre le 24 avril 1824 et mort le 19 novembre 1888 à Paris-VIe arrondissement était un administrateur colonial français. Il fut commissaire général et gouverneur de La Réunion du 6 mai  1879 au 23  mars  1886.

## Son mandat
Commissaire de la marine ordonnateur de la Guyane française en 1872, commissaire général de première classe des troupes coloniales le 15 avril 1873, Pierre Étienne Cuinier est nommé gouverneur de La Réunion en 1879.

### L'opération à Madagascar
Pierre Étienne Cuinier fut l'homme de l'aventure malgache. Pour lui, cette dernière est une œuvre de civilisation à accomplir, « une action séculaire ». Le 24 mai 1884, il demande le soutien de la population réunionnaise dans une proclamation :
« Habitants de la Réunion, je viens vous demander des volontaires pour appuyer l'exercice des droits de la France.
La mère patrie vous ouvre avec confiance, les rangs de ses soldats, elle vous y fait une large place... les places et les concessions de terres ne vous seront pas refusées. Donc, pas d'incertitudes sur l'avenir qui attend les volontaires du bataillon de la Réunion. Ils trouveront, à Madagascar, gloire et profit et chacun d'eux pourra s'y faire une position à la taille de son intelligence, de sa vigueur et de sa volonté.
Engagez vous !
Le Gouverneur Cuinier. »
L'opération se termine sans gloire ni profit. Après l'échec français le 10 septembre 1885 à Farafate, un traité est signé le 17 décembre 1885 avec le gouvernement malgache représenté par M. Willoughby, un Anglais. La France y reconnaît la prétention des Merinas à administrer toute l'île.

### Les affaires intérieures
Le site du pénitencier pour enfants de l'Îlet à Guillaume créé en 1864 est à partir de 1870 au cœur des débats par le Conseil Général qui dénonce les dérives et vote pour sa fermeture. La majorité des enfants étaient descendants d'esclaves africains affranchis, le reste des enfants d'engagés indiens. Le 10 octobre 1879, Cuinier ferme ce pénitencier, licencie les frères du Saint-Esprit et transfère tous les détenus au pénitencier du domaine de la Providence. 
Sur le plan des réalisations locales, Pierre Étienne Cuinier établit à La Réunion le jury judiciaire des assises en 1880 et organise l'École Normale en juin 1881.
En outre, c'est lui qui eut le privilège d'inaugurer le chemin de fer de La Réunion le 11 février 1882 en plus d'être l'homme qui vit l'ouverture du nouveau port.
À la fin de son mandat et en récompense de son action, Cuinier est fait commandeur de la Légion d'honneur.
En attendant l'arrivée d'Émile Richaud, Jean Baptiste Antoine Lougnon devint gouverneur par intérim après avoir été directeur de l'Intérieur.

## Postérité
La Bibliothèque nationale de France compte au moins 59 photographies des paysages et des types ethniques de La Réunion qui ont été offertes par Pierre Étienne Cuinier le 6 novembre 1885.